# Хуже, чем ложь
«Хуже, чем ложь» (англ. Misconduct) — американский триллер 2016 года, режиссёрский дебют Шинтаро Симосавы, сценаристами выступили Саймон Бойс и Адам Мейсон. В главных ролях Джош Дюамель, Элис Ив, Малин Акерман, Аль Пачино и Энтони Хопкинс. Фильм вышел в ограниченный прокат и на сервисах видео по запросу 5 февраля 2016 года.

## Сюжет
Когда Бен, амбициозный молодой юрист (Джош Дюамель), берет на себя крупное дело против влиятельного и безжалостного руководителя крупной фармацевтической компании Артура Деннинга (Энтони Хопкинс), он вскоре оказывается вовлеченным в дело шантажа и коррупции.

## В ролях
- Джош Дюамель — Бен Кэхилл
- Элис Ив — Шарлотта Кэхилл
- Малин Акерман — Эмили Хайнс
- Аль Пачино — Чарльз Абрамс
- Энтони Хопкинс — Артур Деннинг
- Джулия Стайлз — Джейн Клементе
- Ли Бён Хон — бухгалтер
- Глен Пауэлл — Дуг Филдс
- Грегори Алан Уильямс — Ричард Хилл
- Крис Маркетт — Гиффордс

## Производство
Съёмки начались 20 марта 2015 года в Новом Орлеане, штат Луизиана.

## Релиз
1 апреля 2015 года Lionsgate приобрела права на распространение фильма через Lionsgate Premiere. Фильм был выпущен в ограниченный прокат и на сервисах видео по запросу 5 февраля 2016 года.
В июне 2016 года он вышел в ограниченный прокат в Великобритании, собрав всего 97 фунтов стерлингов (19,40 фунтов стерлингов за экран) в первые выходные.

## Критика
Фильм получил негативные отзывы кинокритиков. Он имеет рейтинг 7 % на Rotten Tomatoes, основанный на 26 обзорах, со средней оценкой 2,5 / 10. На Metacritic фильм получил оценку 24 из 100 на основе 10 критиков, что указывает на «в целом неблагоприятные отзывы».
Фильм получил премию Барри Л. Бамстеда (за фильм, который дорого стоил и много потерял) на 37-й церемонии вручения наград «Золотая малина».
Фрэнк Шек из The Hollywood Reporter дал отрицательную рецензию: «Хотя один из главных героев — безжалостный, беспринципный менеджер фармацевтической компании, фильм, к сожалению, не является байопиком о Мартине Шкрели. Скорее, это незапоминающийся триллер с актёрами, чьи лучшие времена остались позади, которые регулярно выходят в кинотеатрах и на VoD. В фильме сыграли Энтони Хопкинс и Аль Пачино, напомнив нам, что 1970-е и 1980-е годы были очень давно».